# Meibomia rhombifolia
Meibomia rhombifolia là một loài thực vật có hoa trong họ Đậu. Loài này được (Elliott) Vail mô tả khoa học đầu tiên năm 1892.